# Airco DH.5
O Airco D.H.5 foi um avião de caça monomotor biplano da Airco, que permaneceu em linha durante a Primeira Guerra Mundial somente oito meses, de maio de 1917 até janeiro de 1918.
Projeto da De Havilland, não teve sucesso. Distinguia-se pela sua asa superior, para permitir maior visibilidade ao piloto. Os D.H.5 do 64º e do 68º esquadrões foram utilizados em operações de ataque ao solo em Cambrai.